# Wongaksa
Wongaksa (원각사, 圓覺寺) est un temple bouddhiste aujourd'hui disparu qui était situé dans le centre de Séoul en Corée. Il avait été fondé en 1465 par le roi Sejo sur le site d'un temple plus ancien, Heungboksa. Toutefois, dans le cadre de la politique de limitation de l'influence des bouddhistes menée par les rois ultérieurs, le temple est fermé en 1504 et transformé d'abord en une maison de kisaeng sous le règne de Yeonsangun puis en bureaux gouvernementaux à l'époque de Jungjong (r. 1506-1544). Depuis lors, il ne reste du temple plus qu'une stèle et la pagode. 
A la fin du XIXe siècle, la pagode est encore admirée mais est pratiquement inaccessible. En conséquence, le roi Gojong autorise la création à cet endroit du premier jardin public moderne de Séoul, le parc de la Pagode, en 1897. 

## La pagode
La pagode de Wongaksa est une pagode de 12 mètres de haut comportant 10 niveaux édifiée en 1467. Finement décorée, c'est l'une des rares pagodes en marbre du pays, la plupart étant en granit.  Lors de la guerre d'Imjin (1592-98), sa partie supérieure est abattue et la pagode se trouve dès lors dans une zone d'habitations. Les trois étages supérieurs ont été replacés au sommet de la pagode en 1947 et une cage de verre a été construite pour sa protection en 2000. Elle a été désignée trésor national n° 2 en 1962.
Cette pagode en marbre repose sur un socle à trois niveaux. Vue d'en haut, sa forme représente le caractère chinois 亞. Les trois premiers étages reprennent la forme de la base tandis que les sept étages supérieurs sont carrés. A chaque étage, elle est décorée par des dragons, lions, fleurs de lotus, phénix, Bouddhas, Bodhisattvas et par les Quatre Rois célestes. Bien que réalisée en pierre, elle est taillée et conçue comme si elle avait été faite en bois. Elle porte une inscription indiquant sa date de construction (1467).
La pagode de Wongaksa a été construite sur le même modèle que la pagode de Gyeongcheonsa, une pagode érigée en 1348 à l'époque de Koryo.

Gravures de la pagode de Wongaksa
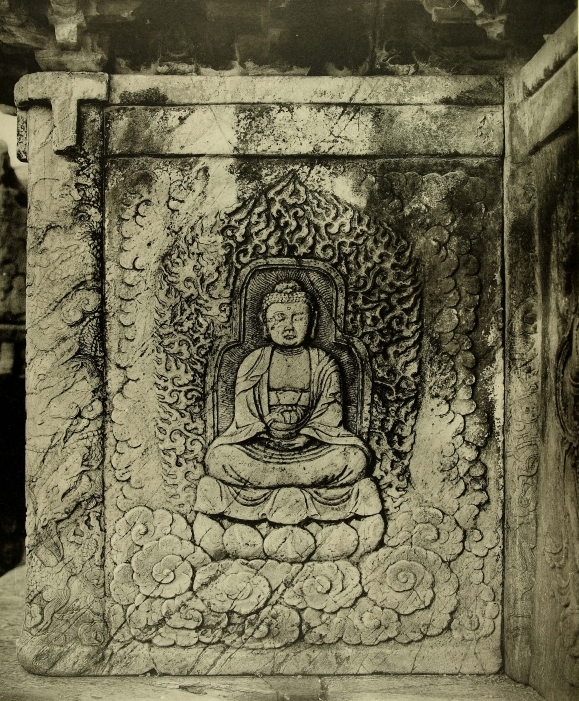
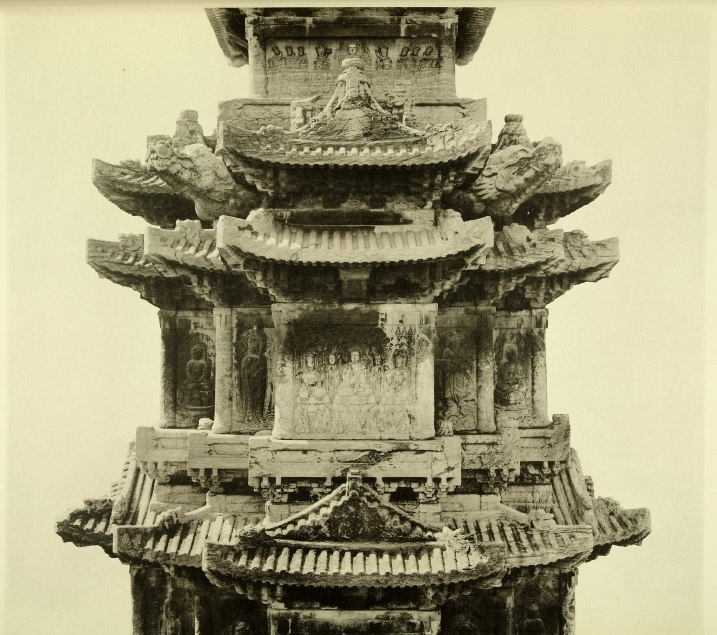
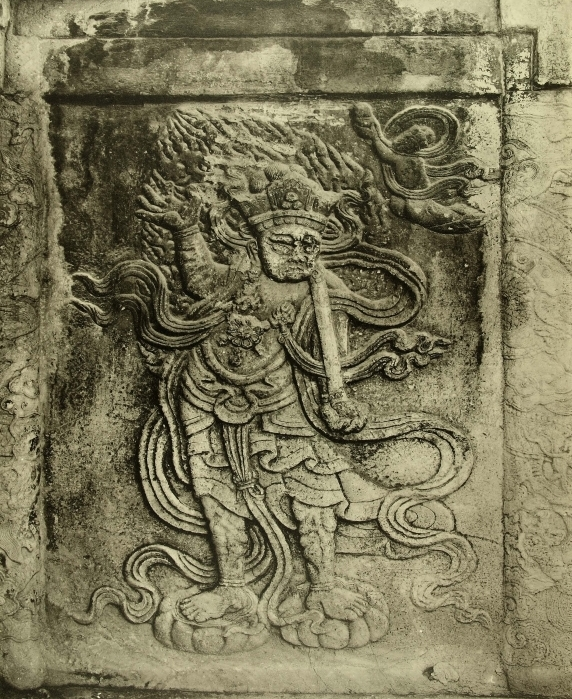

## La stèle

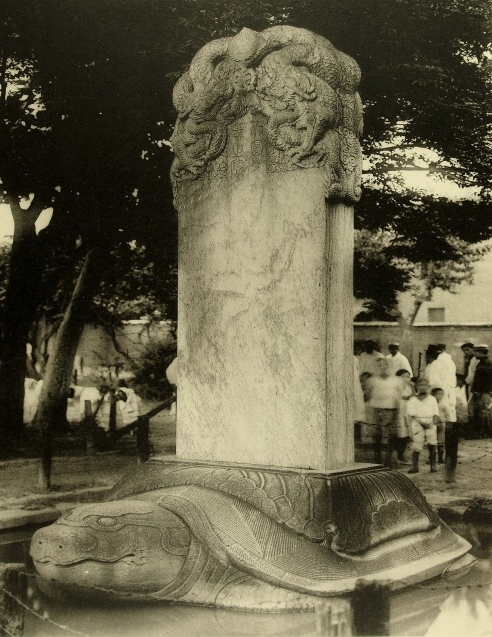
La stèle de Wongaksa en 1933

Le deuxième monument subsistant du temple Wongaksa est la stèle commémorant sa fondation. Celle-ci a été achevée en 1471 et consiste en un pilier en marbre (4,9 m de haut pour 1,3 m de large) avec un piédestal en granit en forme de tortue. A son sommet, deux dragons s'entrelacent et tendent un joyau vers le ciel. Sur le devant, elle porte une inscription de Kim Suon avec une calligraphie de Seong Im et au verso, une inscription de Seo Geo-jeong avec une calligraphie de Jeong Nam-jong.